# Dorico
Dorico (До́рико) — компьютерная программа нотного набора (нотатор) в средах Windows и MacOS. Права на бренд принадлежат германской компании Steinberg Media Technologies GmbH (штаб-квартира в Гамбурге).

## Общие сведения
Нотатор Дорико создан в 2013-2016 годах группой разработчиков нотатора Сибелиус, уволенных при закрытии главного (лондонского) офиса Сибелиуса. Названием программа обязана итальянскому типографу Валерио Дорико (1500 — ок.1565), опубликовавшему первые духовные сочинения Дж. П. да Палестрины.
Программа активно развивается. Первый коммерческий релиз Дорико состоялся в октябре 2016 года, вторая версия выпущена в 2018 году, третья — в 2019 году. Команда разработчиков придаёт значение обратной связи с пользователями, в том числе, в ходе прямого общения на официальном форуме Dorico.
На рынок программа поставляется в двух версиях — упрощённой (Dorico Elements) и профессиональной (Dorico Pro). Ориентировочная цена упрощённой версии 100 евро, профессиональной — 560 евро, предоставляется скидка для студентов, университетов, а также для желающих перейти на Дорико с одной из других программ-нотаторов.

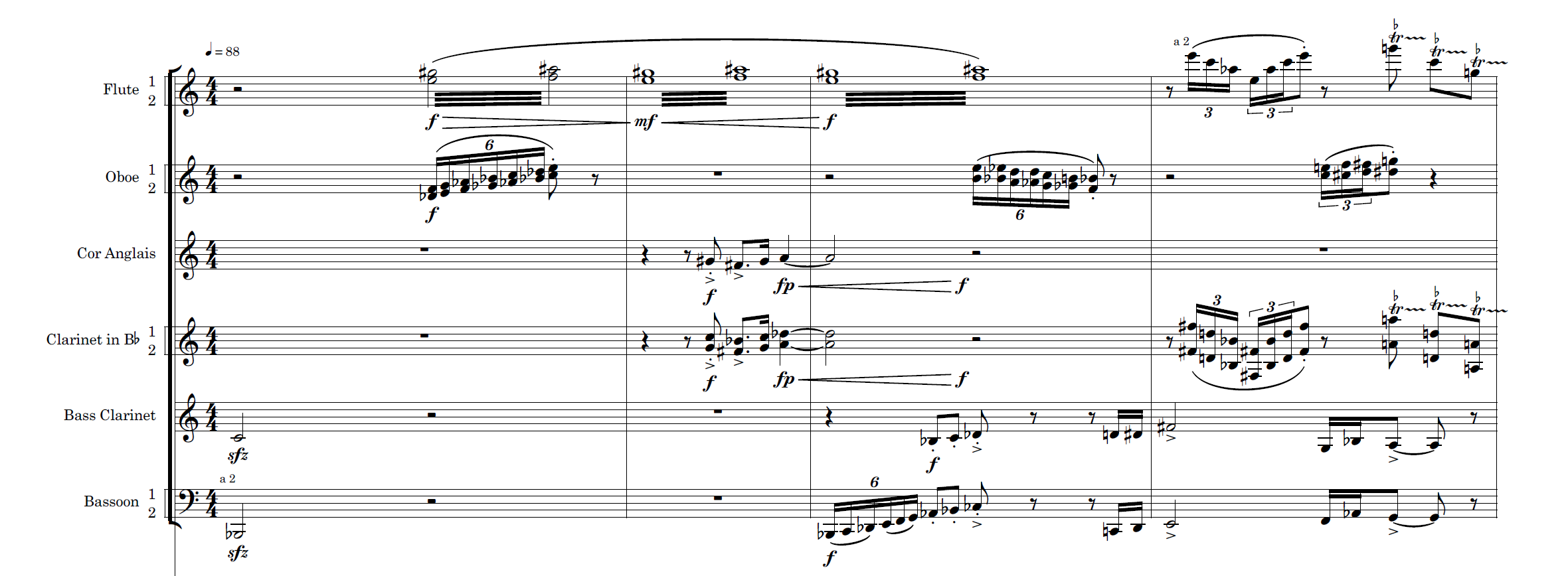
Пример набора в нотаторе Dorico

## Краткая характеристика
Основной акцент (как и в других коммерческих нотаторах) сделан на интеграцию нотатора в медиа-среду («играбельность» нот, MIDI-интерфейс с подключением банка электронных тембров, вспомогательные средства для аранжировщика лёгкой музыки и т. п.).
С точки зрения собственно нотной графики Дорико продолжает традицию «юзабилити», свойственную Сибелиусу и (отчасти) Finale. Среди некоторых особенностей Дорико: автоматизированное создание дирекциона из партитуры, шаблон табулатурной нотации для гитары, упрощённый ввод знаков альтерации для указания микроинтервалов, ossia и divisi, настраиваемая (в том числе нестандартная) группировка пауз и мелких нотных длительностей, импорт и экспорт файлов в нотографическом формате MusicXML, экспорт нотной графики в TIFF, PNG, SVG.
В версии 3 (по состоянии на декабрь 2019) ограничены возможности для нотации музыки с «нетипичными» особенностями, свойственными по большей части старинной (до эпохи Венской классики) и современной (XX—XXI веков) музыки. Затруднена или невозможна нотация:
- редакторских случайных знаков альтерации (так называемая musica ficta);
- вязок через тактовую черту;
- полиметрии (невозможно выставить фиктивный тактовый размер)[5].